# Dodecatheon
ne doit pas être confondu avec le Dodekatheon, les Douze Dieux (Grèce antique)
Genre
Classification phylogénétique
Dodecatheon est un genre de plantes à fleurs de la famille des primulacées. On les rencontre essentiellement en Amérique du Nord.
Ce sont des plantes herbacées vivaces avec des fleurs en forme de cloche.
On recense 14 espèces poussant, pour la plupart dans des prairies alpines ou humides, parfois dans les sous-bois, en Amérique du Nord.
Le nom vernaculaire est Gyroselle ou le dodécathéon .

## Étymologie
Pline, dans son livre 25 (chapitre 4), cite une plante qu'il nomme δωδεκάθεος (dodécatheon) parce qu'elle renferme en elle la majesté des douze grand Dieux ; la gyroselle est une plante différente : originaire d'Amérique, elle porte le nom savant de dodecatheon parce que la hampe de cette plante porte ordinairement douze (δώδεκα) fleurs.

## Description
Les feuilles ovales à lancéolées, spatulées ou oblongues, sont glabres. Elles sont disposées en rosette basale.
Sur les tiges arquées apparaissent des ombelles de fleurs pendantes, ressemblant à celles du cyclamen, avec des pétales très réfléchis et des styles longs et pointus.
Les gyroselles entrent en dormance en été, après la floraison.
- Utilisation : en sous-bois ou en rocaille.

Ces plantes demandent un sol frais, bien drainé, riche en humus.
- Multiplication : par semis sous châssis à la maturité des graines. Division au printemps.
- Principaux ennemis : limaces et escargots qui dévorent les feuilles jeunes.

## Espèces
- Dodecatheon alpinum (Gray) Greene - Californie.
- Dodecatheon amethystinum (Fassett) Fassett syn. Dodecatheon pulchellum Raf. subsp. pulchellum[2], la gyroselle pauciflore Primula pauciflora (Greene) A. R. Mast & Reveal
- Dodecatheon austrofrigidum sp. nov. ined.
- Dodecatheon clevelandii Greene - Californie.
- Dodecatheon conjugens Greene - du Wyoming à l'Oregon.
  - Dodecatheon conjugens var. conjugens Greene
- Dodecatheon cruciatum. Ouest américain.
- Dodecatheon cusickii. Ouest américain.
- Dodecatheon dentatum Hook. - du Washington à l'Idaho.
- Dodecatheon frenchii (Vasey) Rydb.
- Dodecatheon frigidum Cham. et Schlecht. - Alaska, Sibérie.
- Dodecatheon hendersonii Gray - Ouest américain.
- Dodecatheon integrifolium. Colombie britannique.
- Dodecatheon jeffreyi Van Houtte - Californie.
- Dodecatheon meadia L. - Est des États-Unis
  - Dodecatheon meadia var. meadia L.
- Dodecatheon poeticum Henderson - Washington, Oregon.
- Dodecatheon pulchellum (Raf.) Merr. synonyme de Primula pauciflora (Greene) A. R. Mast & Reveal, la gyroselle pauciflore - Ouest américain, nord-ouest du Mexique.
- Dodecatheon redolens (Hall) H.J. Thompson - Sud-ouest des États-Unis
- Dodecatheon subalpinum Eastw.